# Деливрон, Виктор Францевич
Виктор Францевич Деливрон (де Ливрон; 1835—1889) — русский военный и государственный деятель, статистик и топограф, военный писатель, член Русского географического общества. Тайный советник (1882).

## Биография
Выходец из дворянского рода де Ливрон франкошвейцарского происхождения. Франц Иванович Деливрон (1765—1841), протестант по вероисповеданию, сын швейцарского консула в испанском Кадисе, в 1788 году поступил на службу в Русский императорский флот; от него происходили все последующие русские Деливроны.
Виктор Францевич Деливрон родился в 1835 году. Образование получил в брестском Александровском кадетском корпусе, из которого был выпущен офицером в 3-й сапёрный батальон (1853). В ходе Крымской войны принимал участие в форсировании Дуная, в боевых действиях у Браилова, в осаде Силистрии, а затем в сражении на Чёрной речке и обороне Севастополя. В этой кампании он был контужен и получил несколько наград за храбрость.
После окончания войны не мог из-за контузии вернутся к строевой службе, однако за отличия был рекомендован к поступлению в Николаевскую военную академию, окончив которую, служил по ведомству Генерального штаба.
В 1863 году Деливрон был командирован в распоряжение министерства внутренних дел для надзора за постройкой православных церквей в Киевском генерал-губернаторстве, где под его наблюдением было построено до 100 церквей.
После этого Деливрон недолгое время был начальником штаба 29-й пехотной дивизии, а затем много лет занимал должность начальника канцелярии военно-топографического отдела Главного штаба. В этой должности Деливрон участвовал во всех законодательных работах, касавшихся Корпуса военных топографов и Военно-топографического училища; выезжал в командировки в Тифлис, Омск и Иркутск с различными поручениями.
Наряду с вышеописанными обязанностями, Деливрон в этот период написал  объёмный труд «Статистическое обозрение Российской империи» (1874), «Исторический обзор деятельности Корпуса топографов» и внес крупный вклад в многотомный «Военно-статистический сборник Главного штаба». Был членом Русского географического общества.
В 1882 году Деливрон был назначен ответственным редактором законодательных работ по разделению главного штаба на две части: главное управление генерального штаба и инспекторское управление. Получив в том же году чин тайного советника, он вышел в отставку и переехал на жительство в Киев.
Скончался в Киеве в 1889 году.